# Babna Gora (gmina Trebnje)
Babna Gora – wieś w Słowenii, w gminie Trebnje. W 2018 roku liczyła 20 mieszkańców.